# 79847 Colzani
79847 Colzani este o planetă minoră (asteroid) din centura de asteroizi. A fost descoperită pe 7 decembrie 1998 la osservatorio astronomico di Sormano⁠(d) de . 
Obiectul prezintă o orbită caracterizată de o semiaxă mare de 2,6589521468296 UAi, o excentricitate de 0,11137747103025, o înclinație de 13,955443266207 ° în raport cu ecliptica.